# Franziska Giffey
Franziska Giffey (apelido de solteira Süllke) Frankfurt an der Oder, Alemanha Oriental, 3 de maio de 1978) é uma política alemã, afiliada ao Partido Social-Democrata da Alemanha (SPD), que foi dirigente (ministra) do Ministério Federal da Família, Idosos, Mulheres e Juventude no governo da Chanceler Angela Merkel de 2018 a 2021. Foi prefeita de Neukölln, distrito de Berlim, de abril de 2015 a março de 2018.

## Formação
Nascida em Frankfurt an der Oder, Giffey cresceu em Briesen. Depois de obter o Abitur em 1997 começou a estudar inglês e francês na Universidade Humboldt de Berlim a fim de se tornar professora, mas teve que deixar a profissão em 1998 por motivos de saúde. Posteriormente estudou direito administrativo em uma Fachhochschule de administração pública em Berlim, de 1998 a 2001. Durante seus estudos de pós-graduação em gestão administrativa europeia, de 2003 a 2005, trabalhou na Representação de Berlim na União Europeia em Bruxelas em 2003 e na Assembleia Parlamentar do Conselho da Europa em Estrasburgo em 2005. Em 2005 iniciou estudos de doutorado extra-ocupacional na Universidade Livre de Berlim, onde obteve um doutorado em 2010. Sua tese, que contém 119 passagens plagiadas, tratou da inclusão da sociedade civil pela Comissão Europeia na tomada de decisões da UE.

## Carreira política
Giffey ingressou no Partido Social Democrata (SPD) em 2007.
Em 2015 sucedeu Heinz Buschkowsky como prefeita do distrito de Neukölln em Berlim, localidade com muitos imigrantes e alto índice de desemprego.

### Ministra Federal da Família, 2018–2021
Após a formação de uma grande coalizão entre a União Democrata-Cristã (CDU) sob a chanceler Angela Merkel e o Partido Social-Democrata da Alemanha (SPD) na esteira da eleição federal na Alemanha em 2017, Giffey foi nomeada membro do Quarto Gabinete Merkel em março de 2018, servindo como Ministra Federal da Família, Idosos, Mulheres e Juventude. Sucedeu Katarina Barley neste cargo, que se tornou Ministra Federal da Justiça e Defesa do Consumidor.
Em 2019 alegações de plágio levaram a Universidade Livre de Berlim a revisar sua tese de doutorado de 2010. Em resposta, Giffey anunciou que renunciaria se seu doutorado fosse revogado e ela não concorreria à liderança de seu partido devido à investigação em andamento.
Após investigações sobre sua tese de doutorado, a Universidade Livre de Berlim decidiu não invalidar o doutorado de Giffey. No entanto, Giffey anunciou que pararia de usar o título de "doutor".
Quando o prefeito de Berlim Michael Müller anunciou sua intenção de não concorrer novamente à liderança de seu partido no estado, Giffey e Raed Saleh expressaram sua intenção de assumir o cargo como uma dupla. Giffey posteriormente foi eleita a candidata de seu partido para suceder Müller como prefeita nas eleições estaduais de Berlim de 2021.
Renunciou ao cargo de ministra em 19 de maio de 2021, devido ao alegado plágio em sua tese de doutorado.